# 大久保択生
大久保 択生（おおくぼ たくお、1989年9月18日 - ）は、東京都江東区出身のプロサッカー選手。Jリーグ・カターレ富山所属。ポジジョンはゴールキーパー（GK）。

## 来歴

### プロ入り前
5歳の時に兄の影響でサッカーを始め、小学4年生の時にGKへ転向。
1997年度の高校サッカー選手権で準優勝した帝京高校に憧れ、同中学校・高校へ進学。高校3年次には自身の好セーブで総体ベスト8入り。それまで代表歴は無く無名だったが同年夏にはU-18日本代表に初選出された。同年冬の選手権では2回戦で広島皆実に0-2で敗れた。

### 横浜FC
複数クラブからオファーを受けた中、三浦知良とGKコーチを務めていた田北雄気を慕って2008年に横浜FCへ加入。同年は小山健二の前に出場機会を得られなかったが、2009年には小山・岩丸史也との正GK争いを制し33試合に出場した。2010年には樋口靖洋に代わり岸野靖之（前鳥栖監督）が監督に就任。引退した小山に代わって背番号を「1」に変更して臨んだものの、岸野は鳥栖時代の教え子シュナイダー潤之介を起用。第6節千葉戦での大敗を機に、第7節からは大久保が先発したが、第13節まで7試合連続失点（この間1勝6敗）を喫し正GKには定着できなかった。同年U-20日本代表にも選出されており、2012年のオリンピック出場を見据えてこの年限りでの退団を決意。

### ジェフ千葉
2011年、ジェフユナイテッド千葉へ完全移籍。同年中盤から岡本昌弘に次ぐ第2GKとしてベンチ入りを続け、天皇杯2回戦・デッツォーラ島根戦で移籍後初出場し無失点勝利に貢献。2012年は櫛野亮に第2GKの座を譲るも、2013年はリーグ戦全試合にベンチ入りし臨戦。

### V・ファーレン長崎
2014年、V・ファーレン長崎へ完全移籍。長崎を退団した横浜FC在籍時の先輩である岩丸の背番号「1」を受け継ぎ、前年退団した金山隼樹に代わって開幕から出場を続けた。同年中盤は中村隼とのポジション争いで一時劣勢、終盤には途中加入した植草裕樹の控えとなった。2015年、植草から正GKを奪取。2016年には自身初となるリーグ戦全試合出場を達成。

### FC東京
2017年、地元クラブのFC東京へ完全移籍。8月13日、第22節のヴィッセル神戸戦でJ1初出場を果たし、ハーフナー・マイクのヘディングシュートを防ぐなど好セーブを連発した。しかし林彰洋から正GKを奪取するには至らず、この年の出場は7試合に留まった。
2018年も引き続き第2GKとして主にカップ戦で活躍。リーグ戦では林の不調もあって出場した3試合に留まった。

### サガン鳥栖
2019年、サガン鳥栖に完全移籍。加入序盤は移籍した権田修一の穴を埋める活躍を見せたが、シーズン途中に高丘陽平にポジションを奪われた。

### 清水エスパルス
2019年8月、清水エスパルスに完全移籍。 清水加入後は西部洋平とポジションを争いながら、11試合に出場した。
2020シーズンは怪我もあって出遅れ、開幕戦はメンバー外。復帰後も梅田透吾の台頭もあって、しばらく控えが続いた。しかしルヴァンカップ第3節の鹿島アントラーズ戦で同年初出場を果たすと、その後は梅田とポジションを争いながら15試合に出場した。
2021シーズンより、背番号を39から1に変更。同年は、日本代表権田修一や永井堅梧が加入したこともあって第3GKに降格し、シーズン通して公式戦の出場は無かった。
2022年2月23日、ルヴァンカップ第1節名古屋グランパス戦で2年ぶりに先発に抜擢。同試合は、自身のビッグセーブもあって、前回王者相手に無失点で抑えるなどと活躍を果たした。
J2に降格した2023シーズンも、引き続き権田が正GKを務めたために、42試合通じてリーグ戦の出場は無かったが、J1昇格プレーオフでは、権田のコンディション不良に伴い、準決勝モンテディオ山形戦で先発に抜擢されると、試合序盤から山形の猛攻を受ける中で自身のビッグセーブもあって無失点に抑える活躍を見せ、チームの決勝進出に貢献した。決勝も引き続き先発出場したが、試合終了間際にPKで失点し引き分け、規定により1年でのJ1復帰を逃した。
2023年12月7日、契約満了に伴う退団が発表された。

### いわてグルージャ盛岡
2024年1月3日、いわてグルージャ盛岡へ加入することが発表された。

### カターレ富山
2024年12月29日、カターレ富山への期限付き移籍が発表された。

## エピソード
- 2009年、AFCアジアカップ最終予選に臨むA代表に背番号で予備登録された。[19]。
- 2011年、ロンドンオリンピックアジア最終予選 予備登録された。[20]

## 所属クラブ
- 1996年 - 2001年 砂町サッカークラブ (江東区立第四砂町小学校)
- 2002年 - 2004年 帝京中学校
- 2005年 - 2007年 帝京高等学校
- 2008年 - 2010年  横浜FC
- 2011年 - 2013年  ジェフユナイテッド市原・千葉
- 2014年 - 2016年  V・ファーレン長崎
- 2017年 - 2018年  FC東京
- 2019年 - 同年8月  サガン鳥栖
- 2019年8月 - 2023年  清水エスパルス
- 2024年 -  いわてグルージャ盛岡
  - 2025年 -  カターレ富山（期限付き移籍）

## 個人成績
| 国内大会個人成績 | 国内大会個人成績 | 国内大会個人成績 | 国内大会個人成績 | 国内大会個人成績 | 国内大会個人成績 | 国内大会個人成績 | 国内大会個人成績 | 国内大会個人成績 | 国内大会個人成績 | 国内大会個人成績 | 国内大会個人成績 |
| 年度             | クラブ           | 背番号           | リーグ           | リーグ戦         | リーグ戦         | リーグ杯         | リーグ杯         | オープン杯       | オープン杯       | 期間通算         | 期間通算         |
| 年度             | クラブ           | 背番号           | リーグ           | 出場             | 得点             | 出場             | 得点             | 出場             | 得点             | 出場             | 得点             |
| 日本             | 日本             | 日本             | 日本             | リーグ戦         | リーグ戦         | リーグ杯         | リーグ杯         | 天皇杯           | 天皇杯           | 期間通算         | 期間通算         |
| ---------------- | ---------------- | ---------------- | ---------------- | ---------------- | ---------------- | ---------------- | ---------------- | ---------------- | ---------------- | ---------------- | ---------------- |
| 2008             | 横浜FC           | 31               | J2               | 0                | 0                | -                | -                | 0                | 0                | 0                | 0                |
| 2009             | 横浜FC           | 21               | J2               | 33               | 0                | -                | -                | 2                | 0                | 35               | 0                |
| 2010             | 横浜FC           | 1                | J2               | 7                | 0                | -                | -                | 0                | 0                | 7                | 0                |
| 2011             | 千葉             | 21               | J2               | 0                | 0                | -                | -                | 1                | 0                | 1                | 0                |
| 2012             | 千葉             | 21               | J2               | 0                | 0                | -                | -                | 1                | 0                | 1                | 0                |
| 2013             | 千葉             | 21               | J2               | 0                | 0                | -                | -                | 1                | 0                | 1                | 0                |
| 2014             | 長崎             | 1                | J2               | 23               | 0                | -                | -                | 2                | 0                | 24               | 0                |
| 2015             | 長崎             | 1                | J2               | 31               | 0                | -                | -                | 1                | 0                | 34               | 0                |
| 2016             | 長崎             | 1                | J2               | 42               | 0                | -                | -                | 1                | 0                | 43               | 0                |
| 2017             | FC東京           | 1                | J1               | 7                | 0                | 2                | 0                | 1                | 0                | 10               | 0                |
| 2018             | FC東京           | 1                | J1               | 3                | 0                | 3                | 0                | 1                | 0                | 7                | 0                |
| 2019             | 鳥栖             | 1                | J1               | 10               | 0                | 0                | 0                | 1                | 0                | 11               | 0                |
| 2019             | 清水             | 39               | J1               | 11               | 0                | -                | -                | -                | -                | 11               | 0                |
| 2020             | 清水             | 39               | J1               | 15               | 0                | 1                | 0                | -                | -                | 16               | 0                |
| 2021             | 清水             | 1                | J1               | 0                | 0                | 0                | 0                | 0                | 0                | 0                | 0                |
| 2022             | 清水             | 1                | J1               | 2                | 0                | 5                | 0                | 0                | 0                | 7                | 0                |
| 2023             | 清水             | 1                | J2               | 0                | 0                | 6                | 0                | 1                | 0                | 7                | 0                |
| 2024             | 岩手             | 1                | J3               | 34               | 0                | 1                | 0                | 0                | 0                | 35               | 0                |
| 2025             | 富山             | 21               | J2               |                  |                  |                  |                  |                  |                  |                  |                  |
| 通算             | 日本             | 日本             | J1               | 48               | 0                | 11               | 0                | 3                | 0                | 62               | 0                |
| 通算             | 日本             | 日本             | J2               | 136              | 0                | 6                | 0                | 10               | 0                | 152              | 0                |
| 通算             | 日本             | 日本             | J3               | 34               | 0                | 1                | 0                | 0                | 0                | 35               | 0                |
| 総通算           | 総通算           | 総通算           | 総通算           | 218              | 0                | 18               | 0                | 13               | 0                | 249              | 0                |

| 2017   | F東23  | 1      | J3     | 4  | 0 | 4  | 0 |
| 2018   | F東23  | 1      | J3     | 6  | 0 | 6  | 0 |
| 通算   | 日本   | 日本   | J3     | 10 | 0 | 10 | 0 |
| 総通算 | 総通算 | 総通算 | 総通算 | 10 | 0 | 10 | 0 |

その他の公式戦
- 2015年
  - J1昇格プレーオフ 1試合0得点
- 2023年
  - J1昇格プレーオフ 2試合0得点

- Jリーグ初出場 - 2009年5月10日 J2第14節 栃木SC戦 (ニッパツ三ツ沢球技場)

## 代表歴
- U-18日本代表[8]
  - 2007年 - 仙台カップ国際ユースサッカー大会[4]
- U-20日本代表[8]
  - 2009年 - カタール国際ユーストーナメント